# Альпатлауак (муниципалитет)
Альпатлауак (исп. Alpatláhuac) — муниципалитет в Мексике, штат Веракрус, расположен в Горном регионе. Административный центр — город Альпатлауак.

## Состав
В 2010 году в состав муниципалитета входило 38 населённых пунктов. Крупнейшие из них:
| Русское название       | Испанское название       | Население, 2010 год |
| Всего в муниципалитете | Всего в муниципалитете   | 9691                |
| Альпатлауак            | Alpatláhuac              | 1181                |
| Аяуалулько             | Ayahualulco              | 1167                |
| Истакилитла            | Ixtaquilitla (El Rincón) | 705                 |
| Сан-Хосе-Теакалько     | San José Teacalco        | 558                 |
| Кокальсинго            | Cocalzingo               | 502                 |